# دانيال كوركول
دانيال كوركول (بالفرنسية: Daniel Courcol)‏ مواليد 26 أبريل 1969 في بولوني سور مير، فرنسا، هو لاعب كرة مضرب فرنسي سابق بدأ مسيرته كمحترف سنة 1993 وكان يلعب باليد اليمنى. أعلى تصنيف له في الفردي كان المركز الـ 166 في سنة 1996. أعلى تصنيف له في الزوجي كان المركز الـ 314 في سنة 1995.

## روابط خارجية
- دانيال كوركول على موقع رابطة محترفي التنس (الإنجليزية)
- دانيال كوركول على موقع الاتحاد الدولي لكرة المضرب (الإنجليزية)
- دانيال كوركول على موقع خلاصة التنس.كوم (الإنجليزية)